# Сальниково (Вологодская область)
Сальниково — деревня в Вашкинском районе Вологодской области.
Входит в состав Роксомского сельского поселения, с точки зрения административно-территориального деления — в Роксомский сельсовет.
Расстояние по автодороге до районного центра Липина Бора — 26,4 км, до центра муниципального образования деревни Парфеново — 0,4 км. Ближайшие населённые пункты — Васютино, Мыс, Никольская, Парфеново, Тимино.
По переписи 2002 года население — 6 человек.